# Mimosa ophthalmocentra
Mimosa ophthalmocentra är en ärtväxtart som beskrevs av George Bentham. Mimosa ophthalmocentra ingår i släktet mimosor, och familjen ärtväxter. Inga underarter finns listade i Catalogue of Life.